# Pisão
Le pisão (litt. "frappe écrasante du pied / piétinement", en portugais), également appelé chapa (plaque), est un coup de pied latéral de capoeira qui consiste à frapper son adversaire avec le talon ou le bord externe du pied.
Le pisão est généralement donné au ventre mais on peut aussi frapper la tête (pisão alto) ou les genoux (quebra-joelho).

## Technique
- Lever le genou sur le côté en pivotant sur la jambe d'appui en pivotant le talon de la jambe d'appui pour l'orienter également vers l'adversaire.
- Se protéger le visage avec le bras opposé à la jambe qui frappe, mettre l'autre bras dans le dos pour pouvoir ramener la jambe plus facilement après le coup.
- La cuisse doit être couchée à l'horizontale, le talon de la jambe qui frappe orienté vers l'adversaire.
- Tendre la jambe en couchant le buste pour plus de puissance. Le pied doit être de côté, les orteils tirés vers soi.
- Ramener vite la jambe.

## Pisão de chão
Le pisão de chão est une variante du pisão qui consiste à le faire à partir d'une position basse, accroupie, avec une main posée à plat au sol.

## Pisão no chão
Le pisão no chão est une variante du pisão qui consiste à le faire avec une main posée à plat au sol.